# Ludwig Bechstein

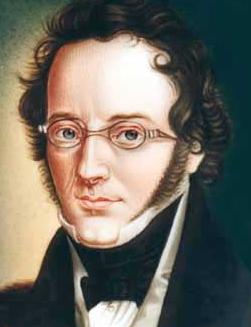
Ludwig Bechstein

Ludwig Bechstein (Weimar, 24 novembre 1801 – Meiningen, 14 maggio 1860) è stato uno scrittore tedesco di fiabe.

## Biografia
Figlio illegittimo di Johanna Carolina Dorothea Bechstein e Hubert Dupontreau, un emigrante francese scomparso prima della nascita del bambino, crebbe molto povero nei suoi primi nove anni. La sua situazione migliorò solo quando suo zio Johann Matthäus Bechstein, un rinomato naturalista e guardia forestale che viveva a Meiningen nel Ducato di Sassonia-Meiningen, lo adottò nel 1810. Fu mandato a scuola a Meiningen e nel 1818 iniziò un apprendistato come farmacista.
Dal 1828 al 1831 studiò filosofia e letteratura a Lipsia e Monaco di Baviera grazie ad una borsa di studio concessa dal Duca Bernardo II di Sassonia-Meiningen, che lo assunse successivamente come bibliotecario. Ciò fornì a Bechstein un reddito continuo, lasciandogli molta libertà di perseguire i propri interessi e la propria scrittura. Visse dal 1831 fino alla sua morte a Meiningen. In suo onore, è stata costruita una fontana nel giardino inglese.
Bechstein pubblicò molte opere letterarie e fu un autore di successo ai suoi tempi. Il suo Libro di fiabe tedesche fu ancora più popolare delle opere dei Fratelli Grimm al momento della sua pubblicazione nel 1845. Pubblicò diverse raccolte di storie popolari, ma anche romanzi e poesie.

## Opere principali
- Thüringische Volksmärchen (1823)

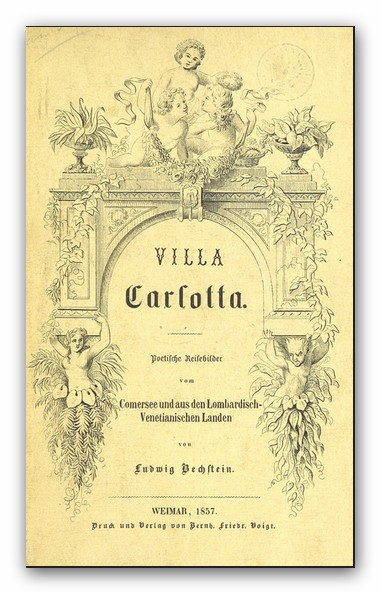
Copertina di Villa Carlotta. Poetische Reisebilder vom Comersee und aus den lombardisch-venetianischen Landen, di Bechstein (1857)

- Sonettenkränze (1826, attraverso cui il duca Bernardo si interessò a lui)
- The Children of Haymon (1830, poema epico)
- Der Totentanz (La danza della morte, 1831, poema epico)
- Grimmenthal (1833, romanzo)
- Luther (1834)
- Der Sagenschatz und die Sagenkreise des Thüringerlandes (Un tesoro di racconti tratti dalle leggende della Turingia(1835–38))
- Fahrten eines Musikanten (Viaggio di un musicista, 1836–37, romanzo)
- Deutsches Märchenbuch (Libro di fiabe tedesche, 1845; 41st ed., 1893); traduzione in francese con introduzione e commenti: Corinne e Claude Lecouteux, Paris, José Corti, 2010 (collezione Merveilleux)
- New Natural History of Pet Birds (1846, poema didattico umoristico)
- Berthold der Student (1850, romanzo)
- Deutsches Sagenbuch (1853)
- Hexengeschichten ("Storie di streghe, 1854); trad. italiana di Tiziana Gislimberti e introduzione di Ulrike Kindl, Milano, Bruno Mondadori, 1992
- Thüringer Sagenbuch (1858)
- Thuringia's Royal House (1865)

## Scuole intestate a Ludwig Bechstein
- Staatliche Grundschule 6, Erfurt: Bechsteinschule (scuola primaria pubblica)
- Ludwig-Bechstein-Grundschule, Meiningen: (scuola primaria pubblica)